# 富勒土

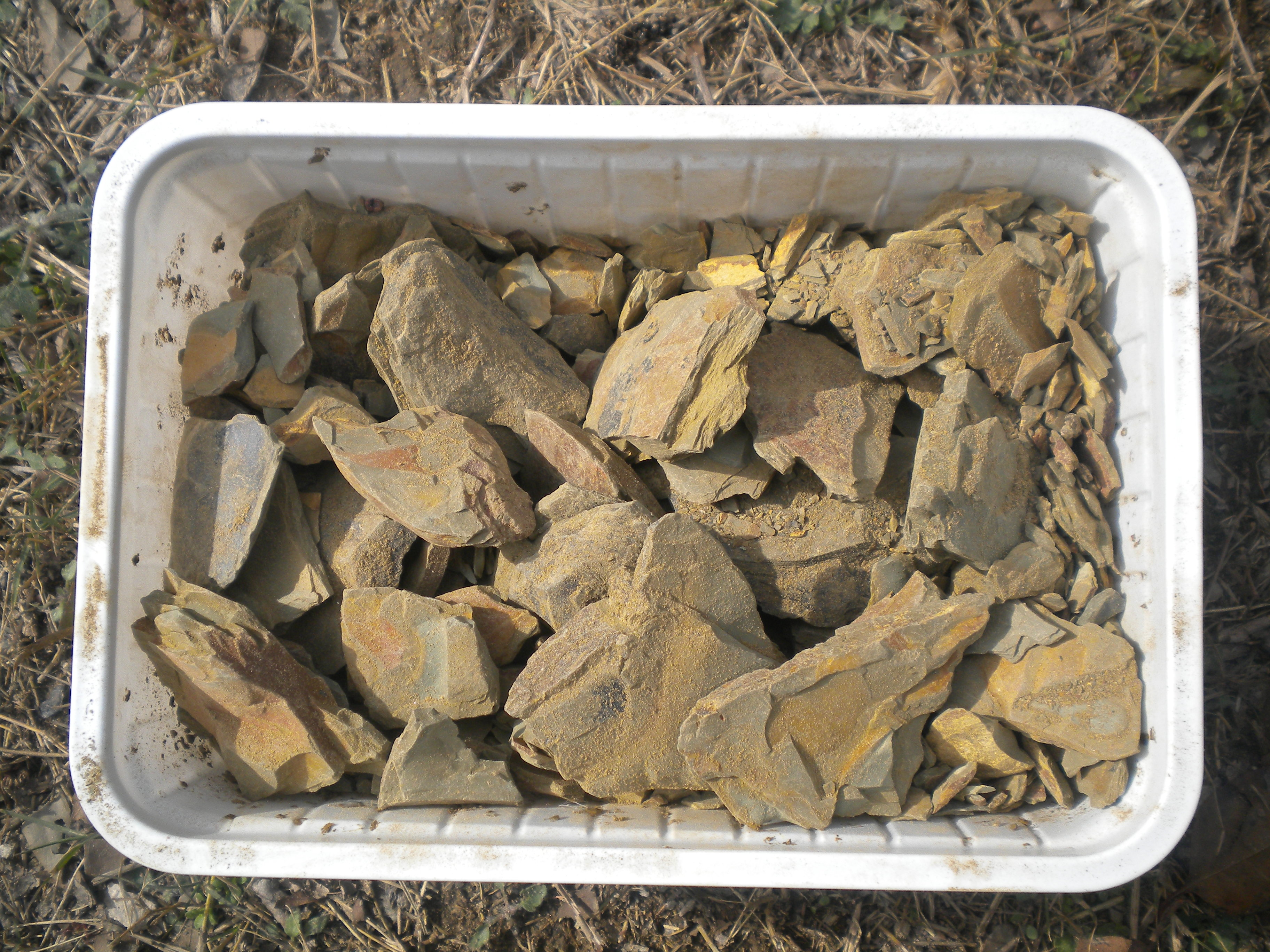

富勒土是所有不經化學處理而能將油或其他液體脫色的粘土之總稱，富勒土通常包含坡縷石或膨潤土。
富勒土的現代用途包括吸油劑、農藥和化肥的載體、動物糞尿等排泄物的吸收劑。次要用途包括脫色、過濾和提純，美容產品中的活性和非活性成分。並用作油漆和藥品的填充劑。在電影業和舞台上也被大量使用。